# Javelin (missile SAM)
Lo Shorts Missile Systems Javelin, comunemente noto come Javelin, è un missile terra-aria spalleggiabile di produzione britannica.
Versione migliorata del Blowpipe, è un missile a corto raggio a guida radio della Shorts, con buone prestazioni complessive.

## Storia
I missili di questo tipo sono nati dalla necessità di sostituire un'arma come il Blowpipe, che aveva alcuni vantaggi su missili portatili a guida IR ma anche degli svantaggi.
Uno di questi era la complessità della guida, con un joy-stick per la teleguida manuale fino sul bersaglio. Il missile Blowpipe aveva dei limiti del sistema di guida già ben noti prima della Guerra delle Falklands e pur ottenendo alcune vittorie aeree era nondimeno un missile poco efficiente.
La guerra, che ha visto un uso da entrambe le parti di questo tipo di arma, ha solo aumentato la pressante necessità di avere qualcosa di meglio. E così è stata avviata la progettazione in dettaglio e la produzione del missile Javelin (giavellotto), che ha un sistema di guida SACLOS, un'arma con guida semiautomatica all'infrarosso.
Significa in pratica che il sistema di guida del missile è di tipo automatizzato, con il computer che 'vede' il missile in base alle emissioni del bengala che ha in coda, e che consente al computer di elaborare le manovre per mettere il missile in rotta di collisione con il bersaglio. Quest'ultimo non viene visto, ma semplicemente il sistema computerizzato 'presume' che esso sia al centro del collimatore ottico; il bersaglio infatti deve essere messo sotto punteria da parte dell'operatore, grazie anche ad un cannocchiale a 6 ingrandimenti.

## Dettagli
In sostanza, si tratta del sistema adottato per i missili anticarro di seconda generazione, applicato ad un'arma supersonica per ruoli antiaerei. Il missile Javelin è risultato un'arma per tutto il resto praticamente uguale al Blowpipe, con peso e dimensioni similari. La gittata e la quota, però, erano migliorate, per un motore leggermente più potente e per il sistema di mira che economizza l'energia di manovra.
Il sistema missilistico è,con la parte anteriore del missile libera di ruotare liberamente rispetto alla parte posteriore stabilizzata dalle alette.
I sistemi di comando sono più complessi rispetto al precedente modello, con apparati di inseguimento infrarosso e di trasmissione dei comandi via radio, anche se va detto che, per ottenere un limitato risultato (l'allineamento del missile sul bersaglio per i primi 1,5 secondi, per aiutare il puntatore a captarlo nel suo congegno di tiro) questi sistemi, sia pure semplici, erano già presenti ma con una utilità molto opinabile se usati come inteso soltanto per la fase iniziale del volo.
Con una gittata di 4,5 km e una testata di 2,5 kg, il Javelin è sensibilmente migliore del precedente, oltre che più preciso. La sistemazione è stata sia nel lanciatore di tipo standard, con un lanciatore singolo spalleggiabile (malgrado il missile da solo abbia una massa di 13 kg), che nel modello LML, trinato e pertanto necessariamente lanciabile tramite rampe brandeggiabili su veicoli, come gli M113.

### Svantaggi
Il Javelin ha avuto un'efficienza assai superiore rispetto al tipo precedente, ma ha mantenuto alcuni inconvenienti: la sua massa e complessità, accentuate dalle rampe di lancio con tubi di diametro inusitato, per via delle alette anteriori non fisse, è assai superiore allo standard, mentre la velocità resta bassa, per cui le capacità di intercettazione sono limitate contro jet ad alta velocità. Così ben presto sarebbe seguita una nuova versione di tali missili: il poco noto Starburst.

## Paesi utilizzatori
Il principale utente estero del Javelin è il Canada, che ha avuto una quantità di tali missili in sostituzione dei Blowpipe, già alla fine degli anni novanta. I canadesi portarono un certo numero di tali sistemi nel Golfo, per Desert Storm, dove li usarono per le navi, incrementandone l'efficacia difensiva.
Altri utenti sono, per esempio, i sud-coreani che ne hanno avuti almeno 100 lanciatori.